# Delia Fiallo
Delia Fiallo (ur. 4 lipca 1924 roku w Hawanie, zm. 29 czerwca 2021 w Miami) – kubańska pisarka powieści miłosnych, scenarzystka telenowel.
Ukończyła filozofię i literaturę na Uniwersytecie w Hawanie. Do najsłynniejszych ekranizacji jej telenowel należą: Kassandra (najpopularniejsza telenowela świata), Luz María, Esmeralda, Rosangelica, Rosalinda (remake Rosangelici).
Obecnie (2015) mieszka w Miami.

## Filmografia
- 1985: Cristal
- 1985: Maria
- 1991: Stellina
- 1992: Kassandra
- 1993: Rosangelica
- 1997: Esmeralda
- 1998: Cristina
- 1998: Luz María
- 1999: Rosalinda
- 1999: Maria Emilia
- 2000: Cud miłości
- 2000: Fiorella
- 2003: Zaklęte serce
- 2008: Nie igraj z aniołem
- 2009: Morze miłości
- 2010: Triumf miłości
- 2011: Zakazane uczucie
- 2012: Ukryta miłość

## Literatura
- Delia Fiallo, Cristina, tłumaczenie Marianna Paszkiewicz i Aleksandra Jankowska, Wydawnictwo Amber, 2000[2][3].
- Delia Fiallo, Esmeralda, tłumaczenie Marianna Paszkiewicz, Wydawnictwo Amber, 1999[4][5].
- Delia Fiallo, Kassandra, tłumaczenie Marianna Paszkiewicz, Wydawnictwo Amber, 2000[6][7].
- Delia Fiallo, Luz María, tłumaczenie Marianna Paszkiewicz i Aleksandra Jankowska, Wydawnictwo Amber, 2000[8][9].